# アルジュン・アパデュライ
アルジュン・アパデュライ（英語: Arjun Appadurai、タミル語: அர்ஜுன் அப்பாதுரை、1949年 - ）は、インド生まれの文化人類学者。グローバル化に関する文化論的研究で知られる。

## 人物・来歴
ボンベイのタミル人家庭に生まれ、現地のエルフィンストン大学で学んだ後、渡米。ブランダイス大学を卒業後、シカゴ大学大学院に進み、修士号、博士号を取得。1976年にペンシルベニア大学に赴任し、1992年にシカゴ大学に戻り、人文科学研究所の所長を務める。その後、2002年からイェール大学に移り、国際研究学教授を務める。2004年から、ニューヨークのニュー・スクール大学副学長。2009年からニューヨーク大学教授。

## 研究歴

### 想像界とスケイプ
アパデュライは、今日のグローバル化を、都市社会学的研究の趨勢に従い、トランスフォルマティブなフローが離接的に結びつく複雑系として捉える。この新たな空間編制を、アパデュライは、想像界（ラカン）として捉え返し、それを、5つのスケイプ（エスノ・スケイプ、メディア・スケイプ、テクノ・スケイプ、ファイナンス・スケイプ、イデオ・スケイプ）から構成されたものとして分析する。すなわち、アパデュライは「スケイプ」なる概念を採用することによって、普遍的、均質的な空間概念から離れ、グローバル企業、国家、ディアスポラ、家族、個人といった多レベルのアクターの位置に応じたさまざまな想像界が重層的に形成されるプロセスを捉えようとするのである。

## 著書

### 単著
- 1988,  Worship and Conflict Under Colonial Rule: A South Indian Case, Cambridge: Cambridge University Press.
- 1996, Modernity At Large: Cultural Dimensions of Globalization, Minneapolis: University of Minnesota Press.

『さまよえる近代──グローバル化の文化研究』門田健一訳、平凡社、2004年。
- 2006, Fear of Small Numbers: An Essay on the Geography of Anger, Duke University Press.

『グローバリゼーションと暴力──マイノリティの恐怖』藤倉達郎訳、世界思想社、2010年、ISBN 9784790714552
- 2013, The Future as Cultural Fact: Essays on the Global Condition, Verso.
- 2016, Banking on Words: The Failure of Language in the Age of Derivative Finance, The University of Chicago Press.

『不確実性の人類学──デリバティブ金融時代の言語の失敗』中川理・中空萌訳、以文社、2020年。

### 編著
- 1986, The Social Life of Things: Commodities in Cultural Perspective, New York: Cambridge University Press.
- 2002, Globalization, Durham, NC: Duke University Press.

### 共編著
- 1991, Gender, Genre and Power in South Asian Expressive Traditions, (with M. Mills and F. Korom) Philadelphia: University of Pennsylvania Press.
- 2012, India's World: The Politics of Creativity in a Globalized Society, (with A. Mack) Rupa Publications India Pvt. Ltd.